# 복창초등학교
복창초등학교는 대한민국 경기도 평택시에 있는 공립 초등학교이다.

## 연혁
- 1967.10.02 복창국민학교 인가
- 1968.03.02 6학급 인가 개교
- 1977.03.02 새마을 우수교 문교부장관 표창
- 1980.10.22 문교부지정 도덕과 연구학교 발표
- 1985.09.06 병설 유치원 개원
- 1987.03.01 특수학급 편성(1학급)
- 2000.09.01 서탄초등학교 금각분교와 통폐합
- 2014.03.01 제18대 최순련 교장 취임
- 2015.02.13 제45회 졸업식(졸업생총수 6,891명)
- 2015.03.01 14학급 편성(특수학급 2학급 포함)